# Вут Д'Геер
Вут Д'Геер (нід. Wout D'Heer; нар. 26 квітня 2001, Дендермонде) — бельгійський волейболіст, гравець збірної Бельгії та італійського клубу «Трентіно Воллей».

## Життєпис
Народився 26 квітня 2001 року в Дендермонде.
У сезоні 2019—2020 грав у складі клубу «Каруур Воллей» (Caruur Volley, Гент), у сезоні 2020—2021 — «Ліндеманс» (Lindemans, Алст).

### Досягнення
клубні
- чемпіон Італії 2023,
- володар Суперкубка Італії 2021

індивідуальні
- кращий блокувальник Євро-2020 (U-20)[3]